# Caius Iacob
Caius Iacob (Arad, Romênia, 29 de março de 1912 – 6 de fevereiro de 1992) foi um matemático e político romeno.
Iacob graduou-se na Universidade de Bucareste em 1931, aos dezenove anos de idade. Seus trbalhos mais significativos foram nas áreas da hidrodinâmica, mecânica dos fluidos e análise matemática. 
Iacob obteve um doutorado em 1935 na Universidade Paris-Sorbonne, orientado por Henri Villat, com a tese Sur la determination des fonctions harmoniques conjuguees par certaines conditions aux limites. Applications a l’hydrodynamique. Iniciou sua carreira acadêmica em 1935 na Universidade Politécnica de Timișoara, tornando-se depois professor na Universidade de Bucareste e na Universidade Babeș-Bolyai. Em 1955 foi eleito membro correspondente da Academia Romena, tornando-se membro titular em 1963. 
Em 1990 foi eleito senador pelo Partidul Național Țărănesc Creștin Democrat.